# Кубок Польщі з футболу 1973—1974
Кубок Польщі з футболу 1973–1974 — 20-й розіграш кубкового футбольного турніру в Польщі. Титул вдруге здобув Рух (Хожув).

## Календар
| Раунд        | Матчі | Клуби   |
| ------------ | ----- | ------- |
| Перший раунд | 16    | 48 → 32 |
| 1/16 фіналу  | 16    | 32 → 16 |
| 1/8 фіналу   | 8     | 16 → 8  |
| 1/4 фіналу   | 4     | 8 → 4   |
| 1/2 фіналу   | 2     | 4 → 2   |
| Фінал        | 1     | 2 → 1   |

## Перший раунд
| Команда 1                           | Рахунок      | Команда 2              |
| ----------------------------------- | ------------ | ---------------------- |
| Завіша-2 (Бидгощ)                   | 0:2          | Лехія (Гданськ)        |
| Стар-2 (Стараховіце)                | 0:5          | Сталь (Ряшів)          |
| Унія (Тарнув)                       | 0:1          | Відзев (Лодзь)         |
| Влукняж (Білосток)                  | 1:3          | Мотор (Люблін)         |
| Лехія-2 (Гданськ)                   | 0:1          | Арконія (Щецин)        |
| Ракув (Ченстохова)                  | 2:0          | Спарта (Забже)         |
| Гурник (Радлін)                     | 2:1          | Стар (Стараховіце)     |
| Славія (Руда-Шльонська)             | 0:3          | П'яст (Гливиці)        |
| Гарбарня (Краків)                   | 3:2          | АКС Нівка (Сосновець)  |
| Конкордія (Пйотркув-Трибунальський) | 2:2 пен. 5:4 | Віслока (Дембиця)      |
| Стоміл (Ольштин)                    | 3:0          | Завіша (Бидгощ)        |
| Погонь (Пруднік)                    | 1:1 пен. 2:4 | Ураня (Руда-Шльонська) |
| Сталь (Сянік)                       | 4:2          | РКС Урсус              |
| Мото (Єльч Олава)                   | 1:0          | Арка (Гдиня)           |
| Спротавія (Шпротава)                | 1:2          | ГКС (Катовиці)         |
| Олімпія (Познань)                   | 1:1 пен. 3:2 | Гутник (Краків)        |

## 1/16 фіналу
| Команда 1                           | Рахунок      | Команда 2            |
| ----------------------------------- | ------------ | -------------------- |
| Сталь (Ряшів)                       | 1:0          | Шомберки (Битом)     |
| Відзев (Лодзь)                      | 1:1 пен. 5:4 | Заглембє (Сосновець) |
| Мотор (Люблін)                      | 1:3          | Гвардія (Варшава)    |
| Арконія (Щецин)                     | 1:0          | Заглембє (Валбжих)   |
| Ракув (Ченстохова)                  | 1:1 пен. 3:4 | Вісла (Краків)       |
| Олімпія (Познань)                   | 1:1 пен. 4:5 | ЛКС (Лодзь)          |
| Гурник (Радлін)                     | 0:1          | Гурник (Забже)       |
| П'яст (Гливиці)                     | 1:0          | Шльонськ (Вроцлав)   |
| Гарбарня (Краків)                   | 3:2 дч       | РОВ (Рибник)         |
| Конкордія (Пйотркув-Трибунальський) | 0:1          | Сталь (Мелець)       |
| Стоміл (Ольштин)                    | 0:0 пен. 4:5 | Погонь (Щецин)       |
| Ураня (Руда-Шльонська)              | 2:1          | Полонія (Битом)      |
| Сталь (Сянік)                       | 0:4          | Рух (Хожув)          |
| Мото (Єльч Олава)                   | 1:2          | Легія (Варшава)      |
| ГКС (Катовиці)                      | 4:2          | Одра (Ополе)         |
| Лехія (Гданськ)                     | 2:0 дч       | Лех (Познань)        |

## 1/8 фіналу
| Команда 1              | Рахунок      | Команда 2         |
| ---------------------- | ------------ | ----------------- |
| Сталь (Ряшів)          | 2:1 дч       | Вісла (Краків)    |
| ГКС (Катовиці)         | 0:1          | Гвардія (Варшава) |
| Арконія (Щецин)        | 2:2 пен. 9:7 | Погонь (Щецин)    |
| Лехія (Гданськ)        | 0:0 пен. 5:6 | ЛКС (Лодзь)       |
| П'яст (Гливиці)        | 0:1          | Гурник (Забже)    |
| Гарбарня (Краків)      | 2:0          | Сталь (Мелець)    |
| Сталь (Сянік)          | 0:5          | Рух (Хожув)       |
| Ураня (Руда-Шльонська) | 0:1          | Легія (Варшава)   |

## 1/4 фіналу
| Команда 1         | Рахунок | Команда 2         |
| ----------------- | ------- | ----------------- |
| Сталь (Ряшів)     | 2:1     | Легія (Варшава)   |
| ЛКС (Лодзь)       | 0:1     | Гвардія (Варшава) |
| Арконія (Щецин)   | 0:2     | Гурник (Забже)    |
| Гарбарня (Краків) | 0:3     | Рух (Хожув)       |

## 1/2 фіналу
| Команда 1     | Рахунок      | Команда 2         |
| ------------- | ------------ | ----------------- |
| Сталь (Ряшів) | 0:1          | Гвардія (Варшава) |
| Рух (Хожув)   | 2:2 пен. 7:6 | Гурник (Забже)    |

## Фінал
| 11 серпня 1974 |

| Рух (Хожув)    | 2:0      | Гвардія (Варшава) |
| -------------- | -------- | ----------------- |
| Маркс 49', 50' | Протокол |                   |

| Стадіон Війська Польського, Варшава Глядачів: 8 000 Арбітр: Марян Сьродецкі |